# Mittenwald
Mittenwald is een gemeente aan de bovenloop van de Isar, ongeveer 100 km ten zuiden van München. Mittenwald telt 7.264 inwoners. De plaats ligt tussen het Karwendel- en het Wettersteingebergte, aan de grens met Oostenrijk.

## Geschiedenis
Reeds in de klassieke tijd liep hier een Romeinse weg tussen Duitsland en Italië.
Mittenwald werd in 1080 als "in media silva" voor de eerste maal in een oorkonde genoemd. In de late middeleeuwen was het een belangrijk omslagpunt in de handel tussen Augsburg en Neurenberg met Venetië. Rond 1689 legde Matthias Klotz de grondslag van een belangrijk vioolbouwtraditie. De aanleg van de spoorbaan Garmisch-Partenkirchen - Innsbruck bracht toeristen naar het gebied. De markt Mittenwald behoort bij het Hochstift Freising. Het hoort sinds 1803 bij Beieren.
Mittenwald dient al decennialang als centrum voor de bergjagers van de Bundeswehr en haar voorgangers. Hierdoor bevindt zich op grote hoogte een omstreden gedenkteken, waarbij jaarlijks op pinksteren de bergjagers van de Wehrmacht en de Bundeswehr hun gevallen kameraden herdenken. Omdat de bergjagereenheden van de Wehrmacht bij slachtpartijen in Griekenland aanwezig waren, vinden sinds 2002 protestacties tegen deze dodenherdenkingen plaats.

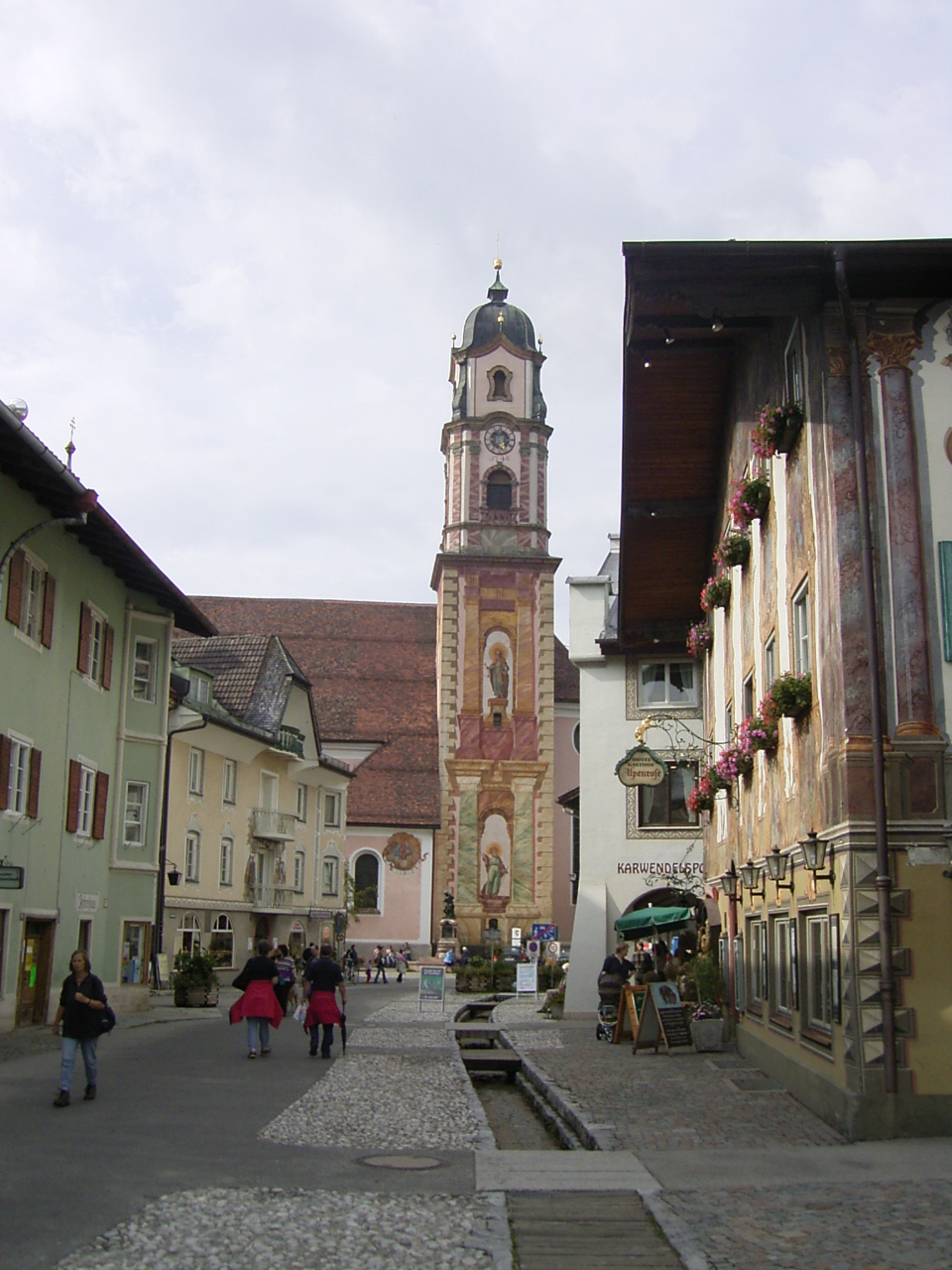
Dorpsstraat met kerktoren, versierd met Lüftlmalerei

## Bezienswaardigheden
- Muurschildering ook wel Lüftlmalereien genoemd, op huizen (Hornsteiner Haus, Hoglhaus, Neunerhaus, Schlipferhaus)
- St. Peter- en Paulkerk
- Vioolbouwmuseum, inclusief streekmuseum

Hier wordt getoond hoe met handsnijwerk violen worden gemaakt.
- Wandelingen rond de Lautersee en de Ferchensee of naar de Hohen Kranzberg.
- Gondel naar de top van de Karwendel

## Galerij

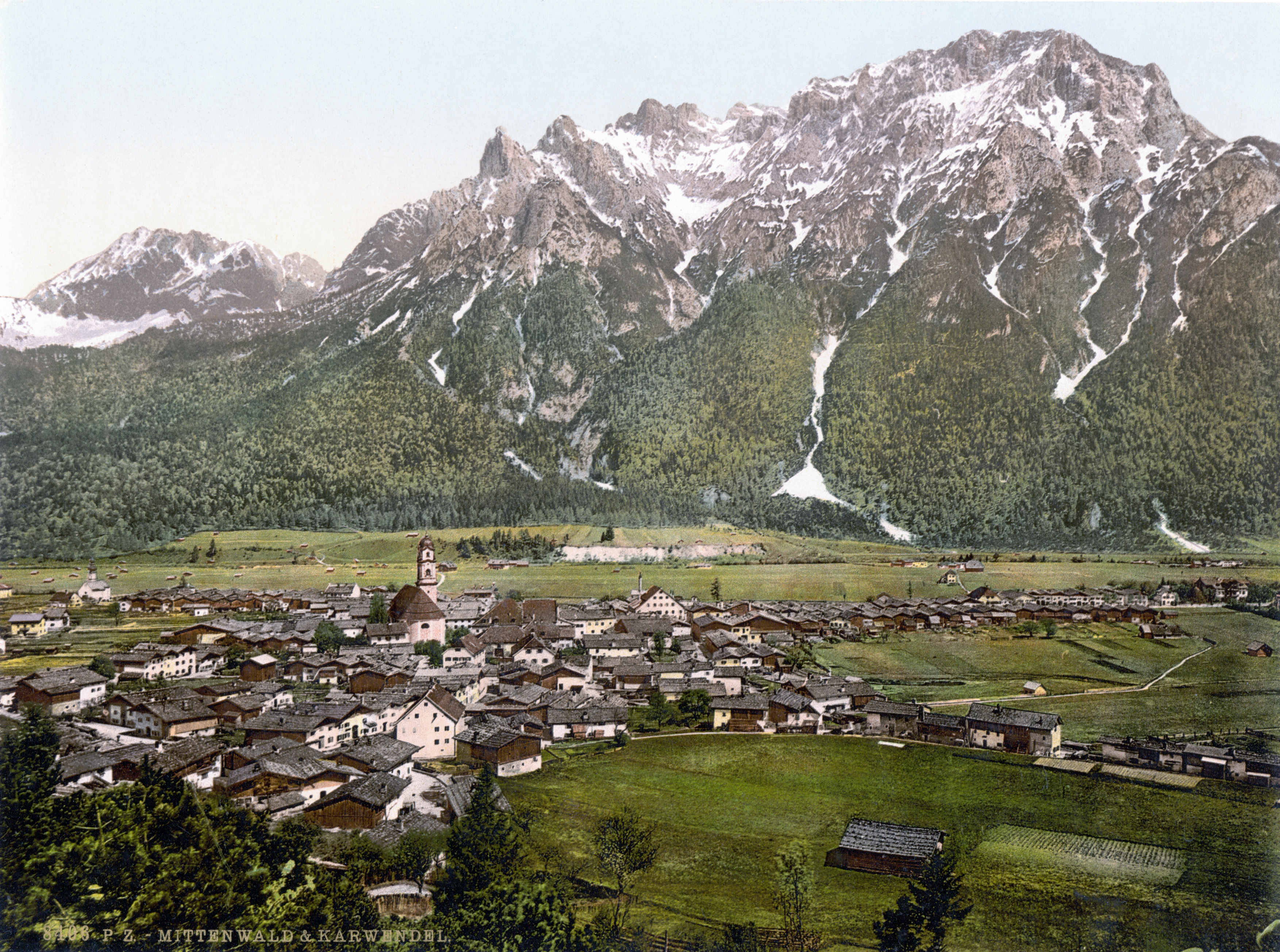
Mittenwald en Karwendel rond 1900
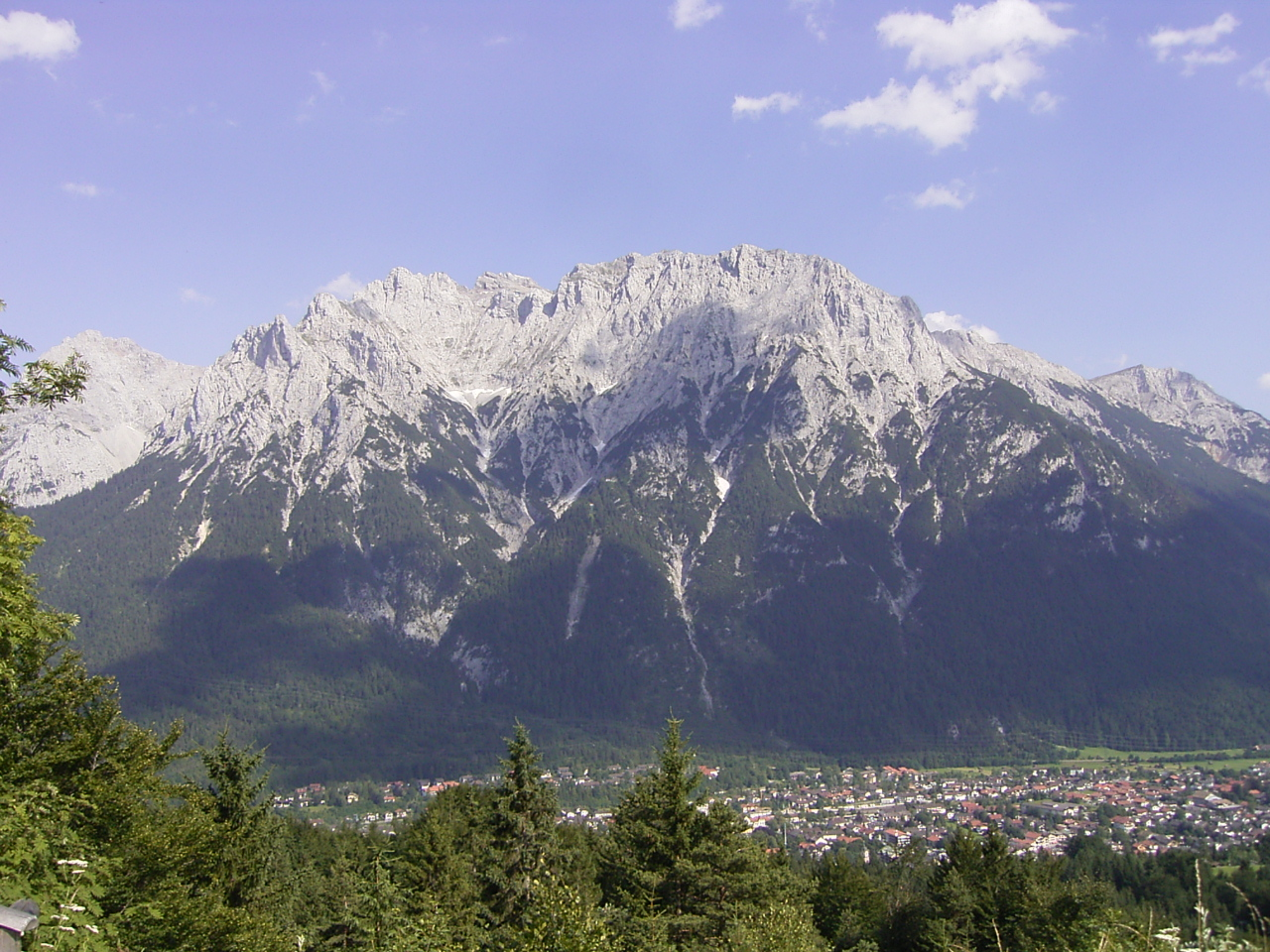
Mittenwald en Karwendel in 2005
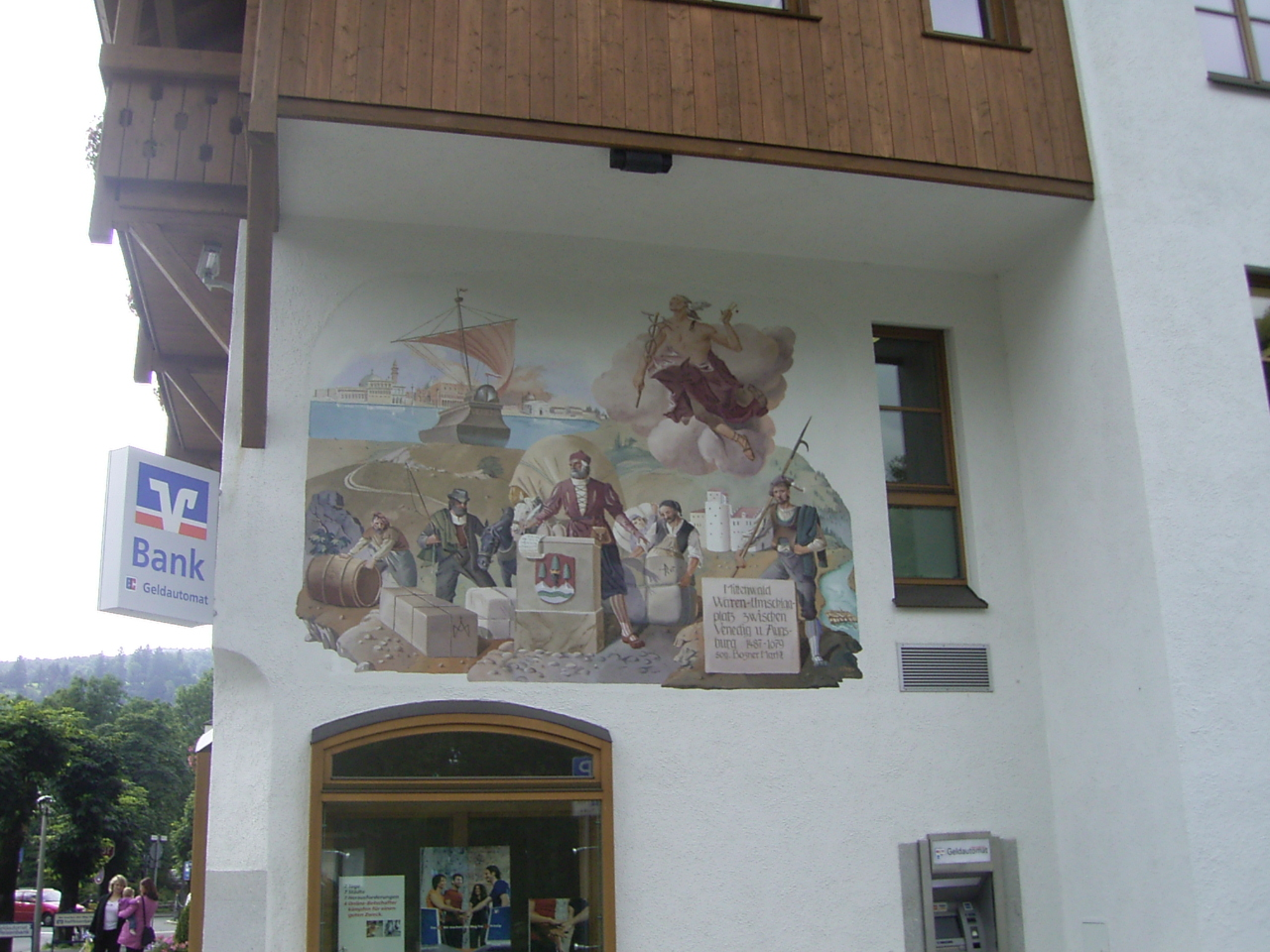
Lüftlmalerei met de geschiedenis van Mittenwald